# Старикова Світлана Іванівна
Старикова Світлана Іванівна (рос. Старикова Светлана Ивановна; 15 грудня 1944, Москва, РРФСР, СРСР) — радянська і російська актриса кіно та дубляжу.

## Біографічні відомості
Народилася в Москві 1944 року. У 1966 році закінчила акторський факультет ВДІК (керівники курсу Яків Сегель, Юрій Побєдоносцев, Борис Бабочкін). Навчалася на одному курсі з Олегом Відовим, Ольгою Гобзєвою, Олександром Январьовим і Тамарою Совчі.
У кіно дебютувала в 1962 році в картині «Застава Ілліча» («Мені двадцять років») реж. М. Хуцієва. Знімалася в картинах Ельдара Рязанова, Олексія Корєнєва, Елема Климова та ін. Грала переважно ролі другого плану.
Знімалася в картинах Одеської кіностудії.
Коли запрошень зніматися в кіно стало менше — опанувала нову професію: перейшла на роботу по озвучуванню і дубляжу кінофільмів. Її голос можна почути в багатьох іноземних фільмах, в рекламі і в анонсах ТБ.

## Фільмографія
Акторські кінороботи:
- «Застава Ілліча» (1962—1964, Віра сестра Сергія)
- «Великі і маленькі» (1963, Тася, друкарка)
- «Дзвонять, відчиніть двері» (1965, прихильниця скрипаля Коркина (немає в титрах)
- «Пригоди зубного лікаря» (1965, комсорг)
- «Часе, вперед!» (1965, Настенька, робоча з бригади бетонників Кості Іщенка)
- «На дві години раніше» (1967, вихователька дитячого садка «Золотий ключик»)
- «Квітка-семибарвиця» (1968, к/м; мама/ чарівниця/ королева Полярної зірки)
- «Золоте теля» (1968, Зося Синицька)
- «Урок літератури» (1968, офіціантка)
- «Я його наречена» (1969, Катя Васіна)
- «Суворі кілометри» (1969, Гутя Дробот, диспетчер автобази)
- «Вас викликає Таймир» (1970, Люба Попова)
- «Як стати чоловіком» (кіноальманах; мама Жені (немає в титрах)
- «На далекій точці» (1970, Ніна, телефоністка)
- «Твір» (1970, к/м; Світлана Михайлівна, вчителька)
- «Таємниця залізних дверей» (1970, вчителька географії)
- «Джентльмени удачі» (1971, дівчина Таня, перехожа на вулиці (в титрах не вказана)
- «Одружилися старий із старою» (1971, секретар)
- «Слухайте, на тій стороні» (1971, Озерцова)
- «Гори кличуть» (1972, медсестра)
- «Страждання молодого Геркулесова» (1972, к/м; секретар)
- «Їхали в трамваї Ільф і Петров» (1972, пасажирка трамваю)
- «П'ятдесят на п'ятдесят» (1972, секретар Делассі)
- «Велика перерва» (1972—1973, екскурсовод)
- «Біла дорога» (1974, попутниця)
- «Весна двадцять дев'ятого» (1975, Ксенія Іванівна, секретар Григорія Гая; Одеська кіностудія, реж. Г. Юнгвальд-Хількевич)
- «Без права на помилку» (1975, Валентина Жемаріна)
- «Звичайний місяць» (1976, Аня, економіст)
- ««Сто грам» для хоробрості...» (1976, новела «Яка нахабність»; економістка, супутниця доповідача)
- «А у нас була тиша...» (1977, листоноша)
- «Живіть в радості» (1978, Галя, секретар слідчого Буркової (немає в титрах)
- «Бережіть чоловіків!» (1982, Ольга, секретарка Бикова)
- «Жив відважний капітан» (1985, мама Тасі)
- «Прийдешньому століттю» (1985, Клавдія Іванівна Дондукова)
- «Фитиль» (1985, сатиричний кіножурнал, «Розлучення», № 282)
- «Була не була» (1986, Єлизавета Федорівна, вчителька; Одеська кіностудія, реж. Валерій Федосов)
- «Подія в Утіноозьорську» (1988, епізод)

Озвучування, дубляж:
- «Китайський квартал»/ Чайнатаун (1974, США)
- «Злочинець і його досьє» (1974, Югославія)
- «Торговці смертю» (1974, Італія; Еліза)
- «Крик павича» (1982)
- «Щось» (1982, США)
- «Три брати» (1982, Індія)
- «Алло, таксі» (1983, Югославія)
- «Блакитні гори, або Неправдоподібна історія» (1983, секретарка)
- «Нестримний» (1983, Франція)
- «Конан-руйнівник» (1984, США)
- «Роман з каменем» (США, Мексика; Елейн)
- «Улюбленець долі» (Франція, ФРН)
- «Несплячі в Сієтлі» (1993, США)
- «Дружина астронавта» (1999, США)
- «Матрица» (1999, США, Піфія)
- «Матриця: Перезавантаження» (2003, США, Піфія)
- «Матриця: Революція» (2003, США, Австралія; Піфія)
- «План Б» (2010, США)
- «Шерлок» (2010—2017, телесеріал; Місіс Хадсон)
- «Червона шапочка» (2011, США)
- «Чоловіки у великому місті 2» (2011, Німеччина)
- «Гранд-готель» (2011, телесеріал, Іспанія)
- «Кімната метеликів» (2012, Італія, США)
- «Дуже небезпечна штучка» (2012, США)
- «Полетта»/ Paulette (2012, Франція)
- «Раз! Два! Три! Помри!» (2012)
- «Закляття» (2013, США) та ін.